# بحيرة داباو
بحيرة داباو هي بحيرة عذبة عميقة تقع في مقاطعة لاناو ديل سور في جزيرة مينداناو في الفلبين، جنوب غرب بحيرة لاناو، تُعد من أعمق البحيرات في البلاد، إذ يبلغ عمقها الأقصى حوالي 120 مترًا، وتغطي مساحة تُقدر بحوالي 1,011 هكتارًا ومستواها على ارتفاع نحو 960 مترًا فوق سطح البحر .

أُعلنت المنطقة كمحمية طبيعية وطنية باسم منتزه بحيرة داباو الوطني عام 1965، ويغطي نحو 1,500 كم². تضم البحيرة تنوعًا نباتيًا يشمل نوعي الهيدريلا والطحالب الخيطية، كما تحتضن أنواعًا متعددة من الأسماك مثل البلطي الموزمبيقي، والبلطي المحلي ، والكارب، والضاري، وسمك السلور .